# Шчилинка
Шчилинка (рус. Щилинка), позната и као Шилинка и Красуха (рус. Шилинка, Красуха) река је на западу европског дела Руске Федерације. Протиче преко територија Дновског и Порховског рејона на истоку Псковске области. Десна је притока реке Шелоњ (притоке језера Иљмењ), те део басена реке Неве, односно Финског залива Балтичког мора.
У Шелоњ се улива на 106. километру. Дужина водотока је 34 километра, а површина сливног подручја око 245 км².